# Cinema psicodélico
Cinema psicodélico é um gênero de filmes caracterizados pela influência da psicodelia e da experiência de drogas psicodélicas. Geralmente, fazem uso da distorção visual e de narrativas experimentais, muitas vezes pautadas pelo improviso e pela distorção da compreensão dos espectadores sobre a realidade. Eles podem fazer referência a drogas diretamente, ou simplesmente apresentar uma realidade distorcida que se assemelha aos efeitos da psicodelia.
Os filmes acid western são um exemplo do cinema psicodélico, marcados pelo uso de drogas ilícitas no cenário árido e rústico do faroeste. É o caso de Se sei vivo spara (1967), El topo (1970) e Greaser's Palace (1972). Além dessas obras, influenciadas pelo movimento de contracultura do final da década de 1960, outras foram produzidas a partir de outros diálogos cinematográficos, como Suspiria (1977), Pink Floyd – The Wall (1982), Requiem for a Dream (2000), Climax (2018), Midsommar (2019).